# 瑪莫斯通崗日峰
瑪莫斯通崗日峰是印度的山峰，毗鄰與巴基斯坦接壤的邊境，屬於喀喇崑崙山脈的一部分，海拔高度7,516米，是全球第47高山峰，日本攀山隊在1984年9月13日首次登上該山峰。